# Pintura rupestre
Uma pintura rupestre, no contexto do estudo da arte pré-histórica, (em latim: parietalis, "relativo a paredes" no sentido de parede), é o conjunto de obras de arte em sentido amplo (sem apreciação estética) produzidas pelo Homo nas paredes de cavernas e abrigos rochosos. A maioria dos autores de hoje a contrasta com a arte rupestre (do latim rupes, "pedra"), arte rupestre ao ar livre, mas também arte portátil (que pode ser movida) e arte em bloco.
Em 2003, o pré-historiador Emmanuel Anati identificou 45 milhões de pinturas e gravuras rupestres e parietais espalhadas por 170000 locais em 160 países, mais de 70% desses grafemas foram produzidos por sociedades de açadores-coletores, enquanto menos de 30 % são obra de pastores e agricultores. Este censo é uma estimativa mínima porque novos locais são descobertos todos os anos.

## História

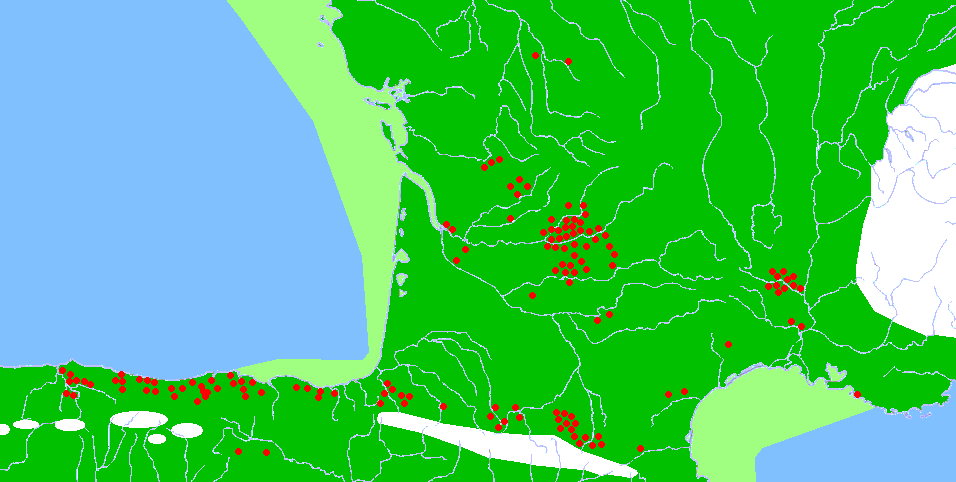
Mapa da região franco-cantábrica, mostrando os principais sítios de arte parietal do Paleolítico Superior europeu.

Marcelino Sanz de Sautuola, um cavalheiro espanhol que retorna da Feira Mundial de Paris, decide explorar a caverna de Altamira descoberta em seu território por um caçador. Enquanto ele escavava nesta caverna, sua filha Maria, de oito anos, foi a primeira a notar a presença de "touros" desenhado no teto e assim descobriu a arte parietal paleolítica entre 1875 e 1879. Senhor. Sanz de Sautuola publicou as suas conclusões e a sua hipótese sobre a existência da arte pré-histórica num panfleto intitulado Breves apuntes sobre algunos objectos prehistóricos de la Provincia de Santander em 1880.
A controvérsia que se seguiu grassa na comunidade científica; Especialistas franceses como Gabriel de Mortillet e Émile Cartailhac rejeitam categoricamente as conclusões de Sautuola. Essa caverna foi considerada uma farsa pela maioria dos estudiosos até o final do século XIX.
Após as descobertas de outras cavernas decoradas, em particular a caverna de Les Combarelles e a caverna de Font de Gaume em 1901, o pré-historiador Émile Cartailhac publicou o artigo "Mea culpa de um cético" em 1902, reabilitando assim a obra do arqueólogo espanhol. Essa controvérsia contribui para o reconhecimento científico da arte parietal paleolítica como uma forma de arte por si só.
A primeira datação por carbono-14 da Caverna Chauvet (nomeada em homenagem a um dos espeleólogos que a descobriu em 1994) com suas pinturas de 36000 anos literalmente destruir a ideia de uma evolução linear da arte pré-histórica e de uma arte primitiva vacilante no estilo bruto e grosseiro do qual a caverna de Lascaux emergiu gradualmente.
A primeira grande cultura especificamente europeia é a que deu origem à arte parietal do Arco Franco-Cantábrico (Charente, Dordonha, Lot, Pirenéus, País Basco, Cantábria, Astúrias) onde 90% das cavernas decoradas descobertas estavam nesta região no início do século XXI Atualmente, a arte parietal do Paleolítico Superior europeu remonta a mais de 40000 anos.

## Técnicas
As principais técnicas utilizadas são o desenho, a pintura (estampagem, sopro), a gravura (estaqueamento, incisão ou raspagem) e a escultura (modelagem em argila ou outro material ou entalhe em baixo-relevo).

### Técnicas de pintura
Algumas pinturas foram feitas com pincel. As cerdas das escovas podem ser feitas de pelos de animais, peles e até mesmo materiais vegetais, como folhas ou caules. As pinturas podem ser monocromáticas, bicromáticas ou policromadas (caverna de Lascaux).
As pinturas eram feitas com dedos cobertos de tinta, como na caverna de Covalanas (Cantábria).
Finalmente, a técnica de suflê (ou cuspe) era usada para traçar contornos (cavalos pontilhados na caverna Pech Merle), preencher uma superfície (caverna de Lascaux) ou fazer mãos negativas (cavernas de Gargas). Um estêncil delimitava a área a ser preenchida e então com um instrumento oco (osso, junco) ou a boca, a tinta era expelida sobre o suporte.

### Iluminação
Muitos dos vestígios de carbono nas paredes são partículas (ou pintas) resultantes do reacendimento da chama das tochas, através da remoção da sua parte carbonizada que sufoca a chama. São oferecidas duas técnicas de assoar o nariz: assoar o nariz clássico por esmagamento e/ou estiramento pontual com ou sem queda de brasas, assoar o nariz por fricção (desprendimento dos narizes), seja naturalmente durante os movimentos, seja voluntariamente por impacto com um objeto segurado na mão livre ou por contra-golpe.
Em 2013, uma hipótese foi proposta por dois amadores (um artista e um professor de medicina) para explicar as técnicas utilizadas pelos artistas paleolíticos para criar suas obras em função da iluminação. Segundo os autores, eles usavam estatuetas cujas sombras, projetadas nas paredes das cavernas, permitiam desenhar a silhueta. Esta hipótese controversa baseia-se na afirmação de que as silhuetas são idênticas na mesma caverna, ou na ausência de detalhes como os olhos dos animais representados. Os críticos acreditam que os autores desta teoria desconhecem as cavernas, a evolução das pinturas rupestres e as pesquisas mais recentes, chegando mesmo a falar de charlatanismo.

## Representações
As representações são simbólicas (pontas de palma, sinais mais ou menos complexos) ou figurativas. A representação pode ser estática ou dinâmica, estereotipada ou naturalista. Nunca é de trás (exceto a coruja na caverna de Chauvet) ou de cima, mas de perfil (perfil absoluto tipicamente para representações humanas, perspectiva “torcida” ou “semitorcida”, “perspectiva verdadeira” dos magdalenianos) ou de frente. Pode ser total ou por segmentos anatômicos. Figuras cefálicas são frequentes, muitas vezes estendidas pelos pescoços nos animais (protomas), raramente pelos peitos (bustos) nos humanos .

## Arqueoacústica e espacialidade
A maior concentração de pinturas encontra-se nos locais com as máximas ressonâncias sonoras  Certos nichos ou recantos das cavernas, cujos ecos de sons escolhidos podem lembrar os gritos dos animais (o mugido do bisão, o relincho do cavalo, etc.), são particularmente decorados. Pontos vermelhos em certos locais são indicadores da localização das ressonâncias máximas - um fenômeno particularmente evidente na caverna de Oxocelhaya (País Basco) e na caverna de Portel (Ariège), e que é encontrado em outros locais estudados.
Reznikoff também determina que os pontos vermelhos parecem ter um significado puramente sonoro. A concordância entre pontos vermelhos e ressonâncias atinge 99 % em muitas cavernas.
De forma mais geral, as características espaciais e geomorfológicas da caverna são utilizadas pelos artistas na execução das obras. Vários estudos foram realizados para destacar este critério, nomeadamente através da utilização de fotogrametria e modelação 3D.